# مراقبو الجمعية العامة للأمم المتحدة
مراقبو الجمعية العامة للأمم المتحدة هي صفة تمنحها الأمم المتحدة بموجب قرار الجمعية العامة للأمم المتحدة لمنظمة أو كيان دولي أو دولة غير عضو في الأمم المتحدة، بناء عليه يمنح الكيان الحق في المشاركة في أعمال الجمعية العامة، بقيود معينة. وتستند صفة المراقب الدائم فقط إلى ممارسة الجمعية العامة كمركز عملي بحث، في حين لا توجد أحكام بشأنه في ميثاق الأمم المتحدة.
يجوز للجمعية العامة تحديد الامتيازات التي تمنحها بصفة مراقب، بخلاف تلك المنصوص عليها في مؤتمر عام 1986 بشأن المعاهدات بين الدول والمنظمات الدولية. للأعضاء المراقبين الحق في التحدث في الجمعية العامة، والتصويت على المسائل الإجرائية والتوقيع على معاهدات واتفاقيات المؤسسة. بينما تقتصر على بعض المراقبين بعض الصلاحيات الأوسع مثل اقتراح التعديلات وتقديم القرارات. ومع ذلك، مُنح الاتحاد الأوروبي في عام 2011 بشكل استثنائي، الحق في التحدث في المناقشات وتقديم مقترحات وتعديلات وحق الرد وإثارة نقاط النظام وتعميم الوثائق وما إلى ذلك؛ ليكون منذ ذلك الحين المنظمة الدولية الوحيدة التي حصلت على هذه الحقوق المعززة، والتي تم تشبيهها بحقوق العضوية الكاملة، باستثناء حق التصويت.
تم التمييز بين المراقبين الحكوميين وغير الحكوميين. ويمكن للدول غير الأعضاء، التي هي أعضاء في وكالة متخصصة واحدة أو أكثر، التقدم بطلب للحصول على وضع دولة مراقب دائم. تتمتع بعض المنظمات الدولية أو المنظمات غير الحكومية أو الكيانات التي لم يتم تحديد سيادتها ووضعها بدقة، مثل اللجنة الدولية للصليب الأحمر و فرسان مالطة، بنفس وضع المراقب، وليس مثل الدول.